# Christian Friedrich Hornschuch
Christian Friedrich Hornschuch (Rodach, Baviera, 21 de agosto de 1793 — Greifswald, 24 de dezembro de 1850) foi um botânico alemão .
Foi professor de história natural e botânica, e diretor do jardim botânico da Universidade de Greifswald.
Hornschuch especializou-se no campo da briologia, e com o botânico Christian Gottfried Daniel Nees von Esenbeck (1776-1858) e o ilustrador Jacob Sturm (1771-1748), foi o autor de Bryologia Germanica (1823-1831).